# Герб Сербо-Слобідки
Герб Се́рбо-Слобі́дки — офіційний символ села Сербо-Слобідка Ємільчинського району Житомирської області, затверджений 10 червня 2013 р. рішенням № 94 XXIV сесії Сербо-Слобідської сільської ради VI скликання.

## Опис
Чотиричасний щит поділений срібним нитяним хрестом. На першому лазуровому полі в лівий перев'яз летить срібний лелека з червоними дзьобом і лапами. На другому золотому полі сходить червоне сонце. На третьому зеленому полі золотий сніп пшениці. На четвертому червоному полі три срібні квітки яблуні, дві і одна. Щит обрамований золотим декоративним картушем і увінчаний золотою сільською короною.

## Значення символів
Лазур символізує чистоту, шляхетність, водні ресурси, якими багатий край, а також небо. Лелека символізує щастя, добробут і затишок в домі, природу Поліського краю. Вільний птах лелека означає свободу — від цього слова походить назва села Сербо-Слобідка. Сонце — джерело світла й тепла, символ знання, справедливості, милосердя. 3елена барва символізує Полісся, сніп — символ родючості. Червоний колір символізує належність території в минулому до Київської землі та Волині, квіти яблуні — символ любові, надії. Від слова «яблуня» походить назва одного з сіл територіальної громади — Яблунівка. Срібний хрест — це символ віри, духовності, шанування християнських цінностей.
Автор — Софія Миколаївна Копач.